# Autoroute A507
L'autoroute A507 è un'autostrada che attraversa la periferia orientale di Marsiglia unendo l'A7 con l'A50.

## Storia
La realizzazione di una tangenziale era stata pensata già in un piano urbanistico del 1933, pur tuttavia i lavori non vennero mai iniziati.
La costruzione dell'autostrada iniziò negli anni 80 e, nonostante i ritardi e le modifiche del progetto, il primo troncone, tra Frais-Vallon e Saint-Jérôme, fu aperto al traffico il 29 novembre 2016.
Il secondo segmento fu aperto il 17 ottobre 2018 solamente nel senso Arnavaux-Frais-Vallon. Il 25 ottobre successivo l'autostrada fu aperto anche nell'altro senso.